# Idioma ntenyi
El Ntenyi, o Rengma del Norte, es un grupo de lenguas angami-pochuri que se hablan en Nagaland, India. Se habla en el norte de Rengma, distrito de Kohima, Nagaland.